# شارل-الیویه میشو
شارل-الیویه میشو (به انگلیسی: Charles-Olivier Michaud) نویسنده، کارگردان و تهیه‌کننده کانادایی است. وی در فیلم‌های انگلیسی و فرانسوی کار کرده‌است.

## فیلم‌شناسی
- برف و خاکستر - نویسنده، کارگردان، تهیه‌کننده (۲۰۱۰)
- ضرب و شتم - کارگردان (۲۰۱۱)
- تبعید - کارگردان (۲۰۱۳)
- یک مایل در چهار دقیقه - کارگردان (۲۰۱۴)
- آنا (فیلم ۲۰۱۵) - نویسنده، کارگردان (۲۰۱۵)